# 后现代主义文学
后现代文学，又译后现代主义文学，是第二次世界大战之后西方社会中出现的范围广泛的文学思潮和形式，其特点是使用元小说、不可靠的叙述、自我反思、互文性，常以历史和政治问题为主题。这种实验文学风格在1960年代通过库尔特·冯内古特、托马斯·品钦、威廉·盖迪斯、菲利普·K·迪克、凯西·阿克和约翰·巴斯等作家的作品在美国强势兴起。后现代主义者经常挑战权威，这是文学风格在1960年代的政治倾向背景下首次出现的表现。这种灵感体现在后现代文学对其所谈论的政治问题的高度自我反思上。
“后现代主义”一词有时用于指代从建筑到历史理论到哲学和电影等许多不同的东西。一些人因此区分了后现代主义的三种形式。第一，后现代性被理解为从1960年代中期到现在的一个历史时期。第二是罗兰·巴特、雅克·德里达、米歇尔·福柯等思想家所发展的理论后现代主义。第三是“文化后现代主义”，其中包括具有后现代元素的电影、文学、视觉艺术等。从这个意义上说，后现代文学是文化后现代主义的一部分。
无论在文艺思想还是在创作技巧上，后现代主义文学都是现代主义文学的延续和发展。主流学界曾经不区分“现代”和“后现代”两个概念，但由于二战之后文学发展的特征已经远远超过了传统的“现代主义”所能涵盖的范围，因此将后现代主义文学看作一个独立的文学思潮，和古典主义、浪漫主义、现实主义以及现代主义并举。

## 历史
后现代文学的前身包括米格尔·德·塞万提斯的《堂吉诃德》（1605-1615）、劳伦斯·斯特恩的《项狄传》（1760-1767）、詹姆斯·霍格的《私人回忆录》和《一个正义罪人的忏悔》（1824）、托马斯·卡莱尔的《衣橱里的谎言》（1833-1834）和杰克·凯鲁亚克的《在路上》（1957），但后现代文学在1960和1970年代尤为突出。21世纪的美国文学仍然具有强大的后现代写作潮流，例如后讽刺作家戴夫·艾格斯的《天才的令人心碎的作品》（2000）和詹妮弗·伊根的《暴徒来访》（2011）。这些作品进一步发展了后现代主义形式。
后现代文学最早的例子来自1950年代：威廉·盖迪斯的《认可》（1955）、弗拉基米尔·纳博科夫的《洛丽塔》（1955）和威廉·巴勒斯的《裸体午餐》（1959）。随后，约瑟夫·海勒的《第二十二条军规》（1961）、约翰·巴斯的《迷失在游乐场》（1968）、库尔特·冯内古特的《五号屠宰场》（1969）等许多作品的出版使得后现代文学在1960和1970年代声名鹊起。托马斯·品钦的小说《万有引力之虹》（1973）“通常被认为是后现代小说，重新定义了后现代主义和小说。”

## 现代主义文学与后现代主义文学
对于后现代主义的解读体系主要是建构在后现代主义和现代主义的关系基础上的。一方面，后现代主义是现代主义的发展和延伸，继承了现代主义反传统的文学实验；另一方面，后现代主义又是对现代主义的反叛和决裂，表现了后现代作家抦弃现代主义文学的内容和形式的企图，因为在后现代作家看来，不仅现代主义以前的文学传统已不合时宜，连现代主义也在其发展过程中变得日益陈旧。
持不同社会、文化立场的学者曾对后现代主义进行过广泛而深入的争论，在很多时候都无法得出一致的结论。但现在的西方学术界已经普遍达成一个共识，即后现代主义虽然与现代主义有密切的联系，却也是与现代主义有明显区别的新的文化和艺术思潮。
从精英趣味到跨越精英与大众的鸿沟。后现代主义与现代主义这种高深玄妙的鸿篇巨制截然不同，不再与大众保持遥不可及的文化距离。某种意义上说，现代主义是超世的、自恋的，而后现代主义则是入世的、生活化的甚至是消费化的。到了后现代主义阶段，纯文学与通俗文学的距离正在消失。从建构深度模式到平面化追求。现代主义努力建构思想、心灵和历史的深度。艾略特、乔伊斯等们对神话的酷爱更典型地体现出现代主义对深度的渴求。后现代主义则追求深度的平面化，用物象的享乐主义取代了现代主义那种智慧的痛苦与忧郁。照博得利亚的说法，后现代无深度平面化的作品是一些五光十色的展览物，它们有表无里、有外无内、有意符无意指。与深度模式的消解相伴随的是主题的零散化。现代主义文学仍然坚守独立的自我、不可替代的人格和艺术个性。而后现代主义不仅放弃了反抗激情，而且怀疑人类精神史上存在过“中心化的主体”或者个人主义的自我，甚而宣布“主体的死亡。”后现代主义的主体和自我已零散化为碎片了。主体去中心化和自我的零散化伴随着创造性个性风格的丧失，取而代之的是拼贴和复制。
（1）漢斯·伯頓斯 《后現代主義及其與現代主義的關係》北京大學出版社，1991年版，第31頁
（2）詹姆遜 《后現代主義與文化理論》張旭東編，三聯書店1997年版，第286頁

## 理论背景

### 后工业社会理论
作为社会文化思潮的后现代主义是二战后西方后工业社会的直接产物。“后工业社会”是持新保守主义立场的美国社会学家丹尼尔·贝尔首先提出的概念。这一理论认为在工业社会中，社会分层的标准是所有权，而后工业社会的分层标准则是知识和教育，它以科学技术和信息为基础，是知识架构起来的社会。这样，传统的生产方式和社会结构就被摧毁了。
从社会学和文化学的观点看，科学和技术的迅猛发展，人类知识领域的空前扩张，深刻地影响了乃至规范着人类的心理倾向和行为模式。科学的成就使一切事物失去神圣性、神秘性和纵深感，以至被“非神秘化”，并进而改变了文化在社会生活中的地位和人的文化意识，导致了广泛的“反文化”和“反美学”。例如，电视成为最强大的主流媒体，并和无孔不入的消费文化相结合；广告和广告形象对社会的方方面面都产生了强大影响，等等。文化享受已经不再是精英阶层的专利，而是成为可以批量生产的商品。没有任何艺术天赋和艺术修养的人也可以利用科技知识生产出“艺术品”来。这些对后现代主义文学思潮的崛起具有决定性作用。

### 非理性主义的哲学根基
二战之后，非理性主义的哲学在西方社会以前所未有的规模大肆流行，最具代表性和影响力的是存在主义和后结构主义。
存在主义哲学以海德格尔、萨特等人为代表，反映西方现代人对存在的困惑。体现在文学上，就表现出试图赋予“荒诞”以崇高意义的努力。海德格尔不再把理解视为一种认识方法，而把它看作人的存在方式本身，是受先验影响的绝对主观。从这一观点延伸，海德格尔得出结论：“我们何时以此种方式存在，亦即我们的存在是歌，而且的确是一首不仅在四处回响而真正是一首歌吟的歌。”存在主义哲学对西方文学的影响是巨大的。在法国，甚至直接产生了“存在主义文学”思潮，并诞生了萨特和加缪两位世界级文学大师。
后结构主义（或称解构主义）哲学对文学的影响要更加直接一些。后解构主义借用结构主义术语和概念来推翻结构主义的理论基础，主张消解几千年来西方传统的哲学观念，否定一切终极永恒的东西，包括历史和真理。在文学上，后结构主义否定文学作品在它们使用的语言范畴内可能确立自己的结构、整体性与含义。后结构主义的代表人物雅克·德里达一方面承认文学作品表达出意义，因而是可读的；但另一方面又认为任何作品都包含着不可调和的矛盾，从而使作品的意义琢磨不定。他在《论文学学》中写道：“于是，我们从一开始就陷入了不断发展的象征符号的无动因的游戏之中。把这些象征符号联系起来的无动因的轨迹应该理解为一种运作，而不是一种状态；它是一种积极的运动，一种不断瓦解动因的过程，而不是一种一旦形成便一成不变的结构。”在法国出现的“新小说”流派，就是对后结构主义哲学在文学上的一次广泛的诠释。战后美国出现的“垮掉的一代”也深受其影响。后现代主义文学作品追求朦胧、荒谬的结构迷阵，崇尚自觉、无意识的写作方法，实际上就是后结构主义的主张。

## 特征
和通常意义上的思潮、流派不同，后现代主义文学既不是指称一个具体的作家或批评家的群体，也不存在被广泛认同的纲领和宣言。不仅如此，后现代文化是一种没有中心的多元文化，宽容各种不同的标准，主张“持续开发各种差异并为维护差异性的声誉而努力”。正是出于这个原因，后现代主义文学内部分支流派众多，各种思潮杂芜，很多后现代作家和批评家的自我理论体系本身就存在矛盾之处。尽管如此，对后现代主义文学的主要特征还是可以做出一些概括：
- 彻底的反传统。后现代主义文学不仅仅反“旧的”传统，对于现代主义文学试图建立的“新的”传统也彻底否定。在后现代主义者眼中，文学和艺术应该是建立在对现有秩序的解构基础之上的。后现代文学不依托任何死去的或活着的理论。在体裁上，对传统的小说、诗歌和戏剧等形式乃至“叙述”本身进行解构。因此，后现代主义文学是一种“破坏性”的文学，即某种意义上的“反文学”。
- 摈弃所谓的“终极价值”。后现代主义者认为一切传统意义上的崇高的事物和信念都是从话语中派生出来的短暂的产物，不值得“真诚”、“严肃”的对待。客观世界和人自身都被异化了，历史失去了方向和意义，社会体系不可改变。后现代主义作家不愿意对重大的社会、政治、道德、美学等问题进行严肃认真的思考，他们不仅无视对这些问题的关切，甚至无视这些问题本身。他们不再试图给世界以意义。
- 后现代主义文学崇尚所谓“零度写作（英语：Writing_Degree_Zero）”，反对现代主义关于深度的“神话”，拒斥孤独感、焦灼感之类的深沉意识，将其平面化。在后现代文学中，写作消失了内容，而转向“写作”自身。作家仅仅把话语、语言结构当作自己为所欲为的领地，写作成为一种纯粹的表演、操作。例如，后现代主义作家往往蓄意让作品中各种成分互相分解、颠覆，让作品无终极意义可寻。
- 后现代文学蓄意打破精英文学与大众文学的界限，出现了明显的向大众文学和“亚文学”靠拢的倾向。有些作品干脆以大众的文化消费品形式出现，试图模糊文学与非文学的界限。
- 在文体上，惯用矛盾（文本中各种因素互相颠覆）、交替（文本中对于同一事物的不同可能性的叙述交替出现）、不连贯性和任意性、极度（有意识的过度使用某种修辞手段以达到嘲弄它的目的）、短路（运用某些手段使对作品的阐释不得不中断）、反体裁（破坏体裁的公认特点和边界）、话语膨胀（把在文学创作中一直处于边缘地位的话语纳入主流）等手段，使得读者对作品的解读困难重重。

## 主要流派
后现代主义文学的写作原则和风格出现两种十分不同的趋向，一是摈弃现代文学的艰深的文学实验，从通俗文学、科幻小说、美国西部小说以及其他一些被看成是亚文学的体裁和作品中汲取养料，试图填平精英文学和大众文学之间的鸿沟，代表流派包括美国的“垮掉的一代”，拉美的魔幻现实主义等。另一类则是继续推进现代主义文学实验并超越它，代表流派包括荒诞派戏剧等等。
总体上看，到目前为止共有六个流派可以归入后现代主义范畴。这些流派之间彼此关联不大，但其“反文学”、“反理性”、“解构”的本质却是相似的。

### 荒诞派戏剧
第二次世界大战后首先产生于法国，而后流行于西方各国，是存在主义文学在戏剧领域的变体，对西方戏剧的发展产生了巨大影响。代表人物有欧仁·尤奈斯库、塞缪尔·贝克特、让·热奈、阿瑟·阿达莫夫、哈洛·品特、爱德华·阿尔比等。代表作品戏剧《等待戈多》。

### 新小说
1950年代形成于法国，严格的说只是一个松散的俱乐部式的文学团体，主张打破传统小说模式，进行激进的语言实验，颠覆传统的小说架构。总体上影响力不大，基本局限于法国一国。代表人有娜塔丽·萨洛特、阿兰·罗伯-格里耶、米歇尔·布托尔、克洛德·西蒙等。

### 垮掉的一代

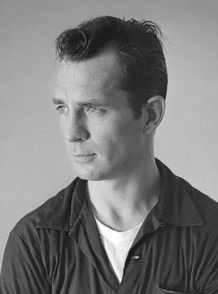
垮掉的一代代表作家杰克·克鲁亚克

第二次世界大战之后出现于美国，是一群松散结合在一起的年轻人，对社会公认的一切价值都抱有背道而驰的态度，往往以颓废、堕落、犯罪、纵欲来表达自己的观点。是战后美国本土产生的最具影响力的文学流派。代表人物有杰克·克鲁亚克、艾伦·金斯堡、威廉·博罗斯、格雷戈里·柯尔索等。代表作品诗集《嚎叫》、小说《在路上》等。

### 黑色幽默文学
1960—70年代产生并流行于美国的文学流派。受存在主义影响很大，主张用表面上轻松、调侃、玩世不恭的幽默态度来叙述沉郁甚至可怖的故事，从而产生荒诞不经的喜剧效果，是以喜剧形式上演的荒诞的“悲剧”。代表人物有约瑟夫·海勒、小库尔特·冯尼古特、托马斯·品钦、约翰·巴斯。代表作品有《第二十二条军规》等。

### 魔幻现实主义文学
1930—40年代形成于拉丁美洲，1960年代以后取得了辉煌成就，产生了诸多世界级文学大师。传统的魔幻现实主义文学将拉美土著民族的传统观念和现代化进程融合，特别注重在作品中引入神秘的荒诞的元素，却又不违背现实主义原则。魔幻现实主义文学主要流行于拉丁美洲，但一些欧洲作家的作品也被认为属于魔幻现实主义范畴。代表人物有加西亚·马尔克斯、阿莱霍·卡彭特尔、博尔赫斯、胡安·鲁尔弗、米格尔·安赫尔·阿斯图里亚斯、苏联的米哈伊尔·布尔加科夫等。代表作品有《百年孤独》、《小径分岔的花园》等。